# Latinos e hispânicos (Estados Unidos)
Hispânicos e latino-americanos (em castelhano:  Americanos hispanos y latinos, em português:  Americanos hispânicos e latinos) são americanos de ascendência espanhola ou latino-americana. De maneira mais geral, esses dados demográficos incluem todos os americanos que se identificam como hispânicos ou latinos (independentemente de sua ancestralidade). Em 2020, o Census Bureau estimou haver mais de  60 milhões de hispânicos vivendo nos Estados Unidos (cerca de 18% da população geral).
"Origem" pode ser vista como ancestralidade, grupo de nacionalidade, linhagem ou país de nascimento da pessoa, ou dos pais, ou ancestrais da pessoa antes de sua chegada aos Estados Unidos da América. Pessoas que se identificam como espanholas ou hispânicas podem ser de qualquer raça. Como uma das duas únicas categorias de etnia especificamente designadas nos Estados Unidos (a outra sendo "Não hispânica ou latina"), os hispânicos formam uma panetnicidade que incorpora uma diversidade de heranças culturais e linguísticas inter-relacionadas. A maioria dos hispano-americanos é de origem mexicana, porto-riquenha, cubana, salvadorenha, dominicana, guatemalteca ou colombiana. A origem predominante das populações hispânicas regionais varia amplamente em diferentes locais do país.
Os hispânicos são o segundo grupo étnico de crescimento mais rápido em porcentagem de crescimento nos Estados Unidos, depois dos asiático-americanos. Os indígenas do México e indígenas dos Estados Unidos são os grupos étnicos mais antigos a habitar grande parte do que hoje é os Estados Unidos. A Espanha colonizou grandes áreas da costa oeste e sudoeste americana, como a Flórida. Os seus territórios incluíam o que são hoje a Califórnia, Novo México, Nevada, Arizona e Texas, todos estes parte do Vice-Reino da Nova Espanha com base na Cidade do México. Mais tarde, esse vasto território tornou-se parte do México após sua independência da Espanha em 1821 e até o final da Guerra Mexicano-Americana em 1848.

## Uso do termo nos Estados Unidos

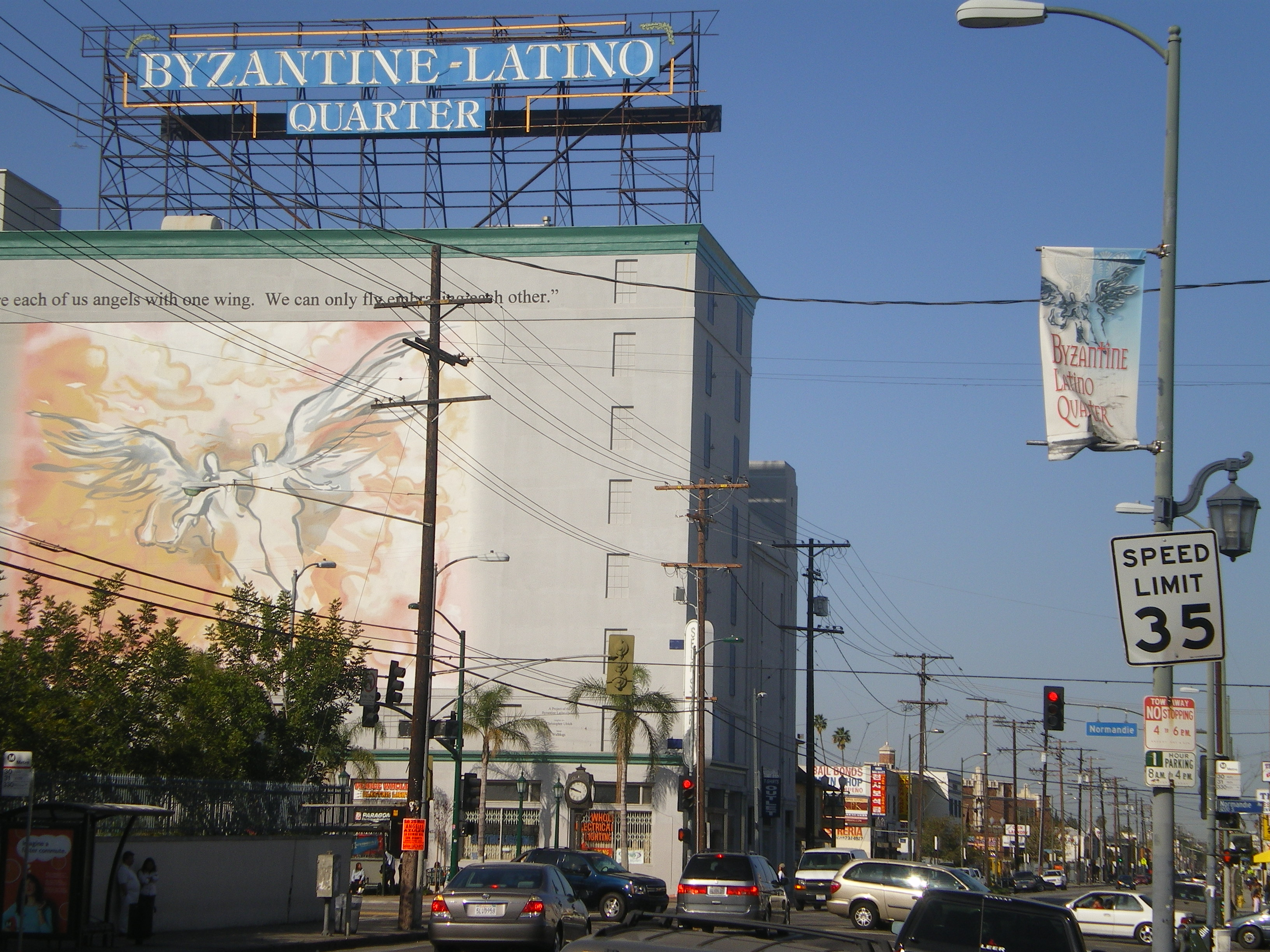
Bairro Bizantino-Latino, Los Angeles, Califórnia. 48,5% dos habitantes de Los Angeles, Califórnia, são de origem hispânica

Os termos "hispânico" e "latino" referem-se a uma etnia. O US Census Bureau define ser hispânico como uma etnia, em vez de uma raça e, portanto, as pessoas desse grupo podem ser de qualquer raça. Em uma pesquisa nacional de 2015 com hispânicos autoidentificados, 56% disseram que ser hispânico faz parte de sua origem racial e étnica, enquanto um número menor considerou isso apenas parte de sua origem étnica (19%) ou racial apenas (11%).  Os hispânicos podem ter qualquer formação linguística; em uma pesquisa de 2015, 71% dos hispânicos americanos concordaram que "não é necessário que uma pessoa fale espanhol para ser considerada hispânica / latina". Os hispânicos podem compartilhar algumas semelhanças em sua língua, cultura, história e herança. De acordo com o Smithsonian Institution, o termo "latino" inclui povos com raízes portuguesas, como os brasileiros, bem como os de origem espanhola. Nos Estados Unidos, muitos hispânicos são de ascendência mista ibérica (principalmente espanhola) e indígena. Outros podem ter ancestrais europeus (incluindo judeus), do Oriente Médio ou asiáticos, bem como ancestrais ameríndios. Muitos hispânicos do Caribe, bem como de outras regiões da América Latina onde a escravidão africana era generalizada, também podem ser de ascendência africana subsaariana.
A diferença entre os termos hispânico e latino é confusa para alguns. O US Census Bureau equipara os dois termos e os define como se referindo a qualquer pessoa da Espanha e dos países de língua espanhola das Américas. Depois que a guerra mexicano-americana terminou em 1848, o termo hispânico ou hispano-americano foi usado principalmente para descrever os hispânicos do Novo México dentro do sudoeste americano. O Censo dos Estados Unidos de 1970, de forma controversa, ampliou a definição para "uma pessoa de origem mexicana, porto-riquenha, cubana, dominicana, sul ou centro-americana, ou outra cultura, ou origem espanhola, independentemente da raça". Esta é agora a definição formal e coloquial comum do termo nos Estados Unidos, fora do Novo México. Essa definição é consistente com o uso do século XXI pelo US Census Bureau e pelo OMB, já que as duas agências usam os termos hispânico e latino de forma intercambiável.
Latino é uma forma condensada do termo "latino-americano", ou alguém que vem da América Latina. O termo latino desenvolveu uma série de definições. Esta definição, como "habitante latino-americano masculino dos Estados Unidos", é a mais antiga e a definição original usada nos Estados Unidos, usada pela primeira vez em 1946.  Segundo essa definição, um mexicano-americano ou porto-riquenho, por exemplo, é tanto hispânico quanto latino. Um americano brasileiro também é um latino por esta definição, que inclui aqueles de origem latino-americana de língua portuguesa.

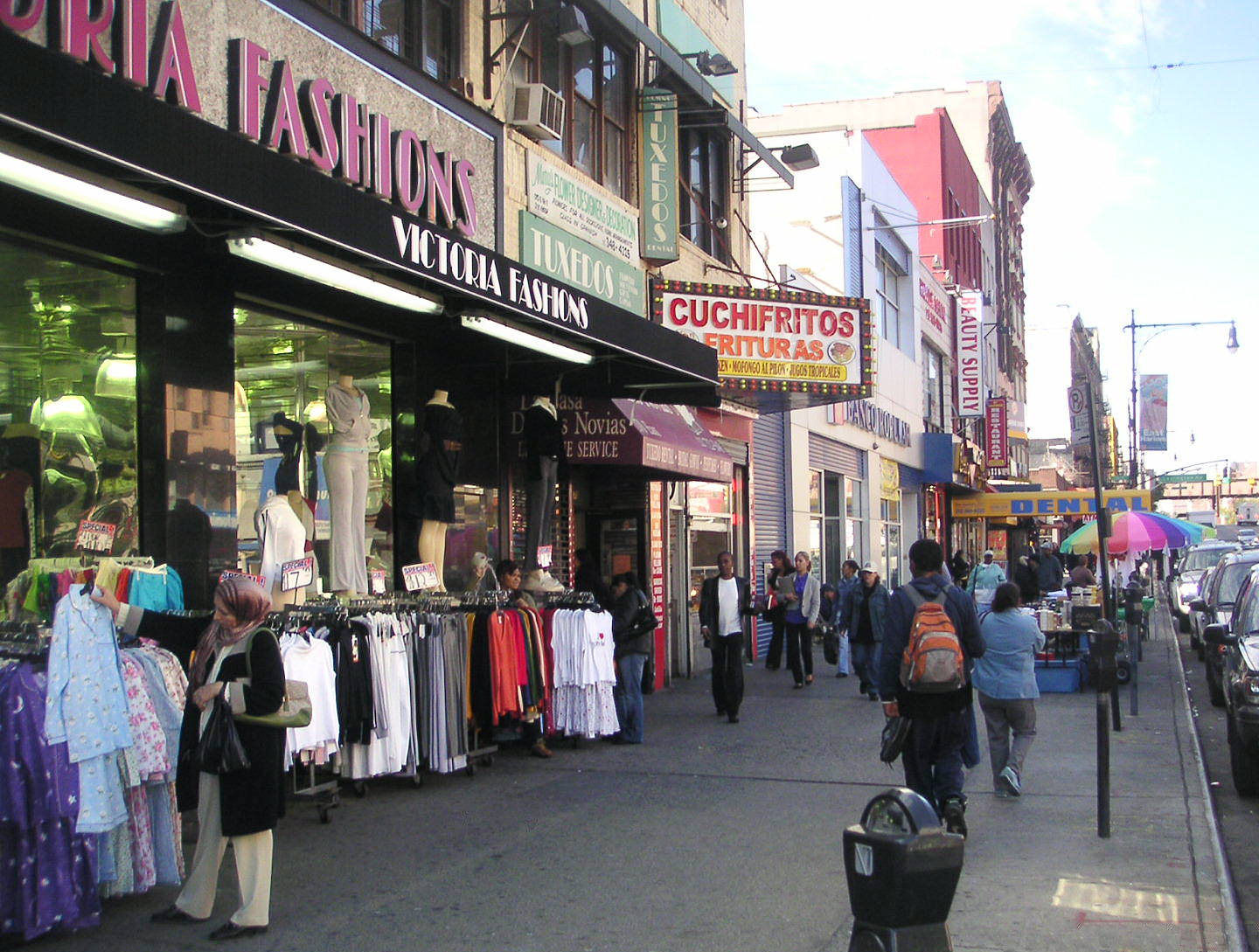
Vitrines na Lexington Avenue e 116th Street em East Harlem, Manhattan, também conhecido como Spanish Harlem ou "El Barrio"

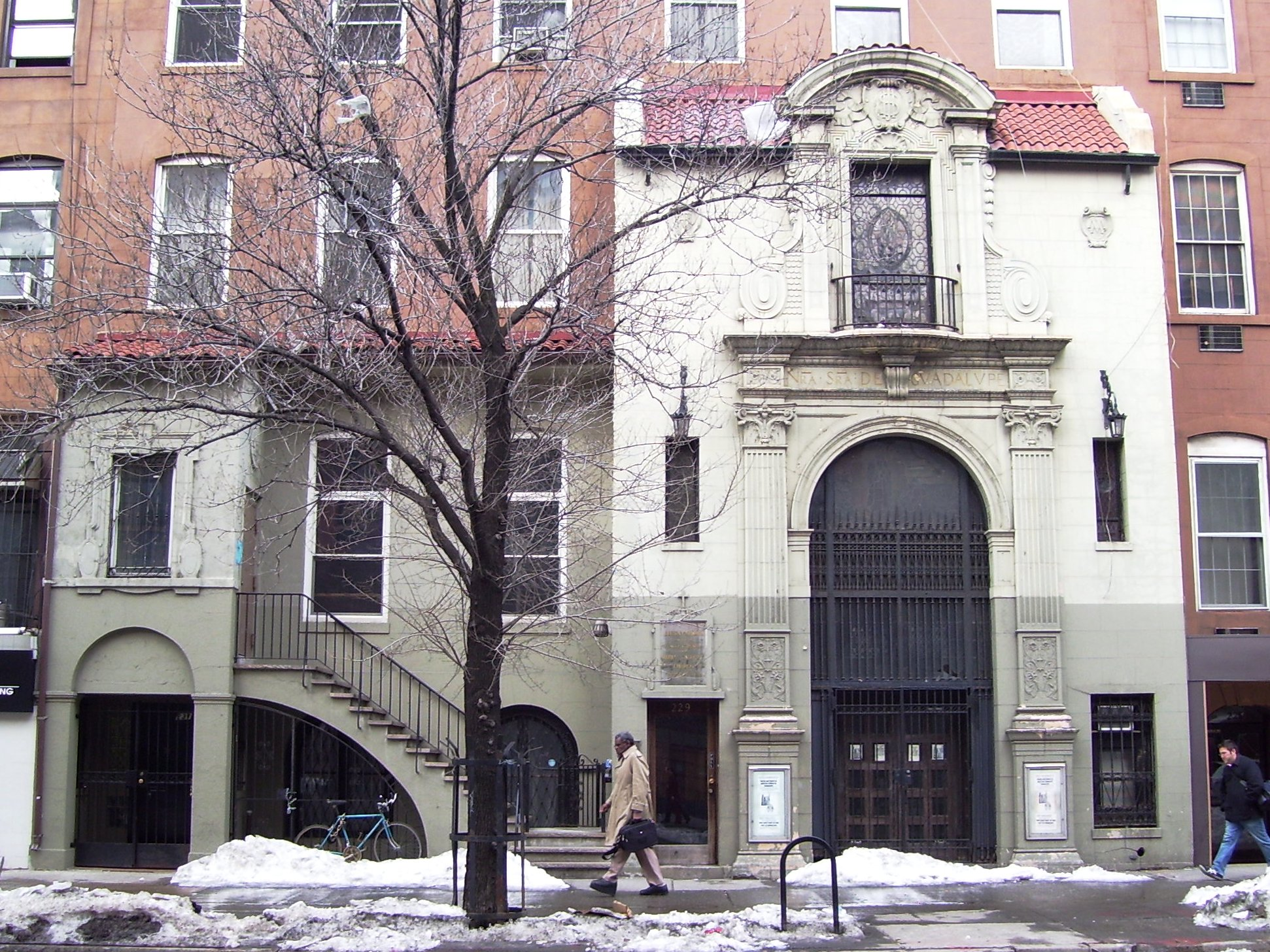
A Igreja de Nossa Senhora de Guadalupe em Little Spain, núcleo importante por muitas décadas da comunidade espanhola em Nova York

A preferência de uso entre os termos entre hispânicos e latinos nos Estados Unidos geralmente depende de onde residem os usuários dos respectivos termos. Aqueles no leste dos Estados Unidos tendem a preferir o termo hispânico, enquanto aqueles no oeste tendem a preferir o latino.
O termo Latinx  ganhou popularidade entre alguns na década de 2010. A adoção do X seria "[r]efetuando uma nova consciência inspirada em trabalhos mais recentes de movimentos LGBTQI e feministas, algumas ativistas de língua espanhola estão cada vez mais usando um "x" ainda mais inclusivo para substituir o "a" e "o", em uma ruptura completa com o binário de gênero". Entre os defensores do termo LatinX, uma das queixas mais citadas de preconceito de gênero na língua espanhola é que um grupo de gênero misto ou desconhecido seria referido como latinos, enquanto latinas se refere a um grupo apenas de mulheres (mas isso é mudou imediatamente para latinos, mesmo se um único homem se juntar a este grupo feminino). Uma pesquisa do Pew Research Center em 2020 descobriu que cerca de 3% dos latinos usam o termo (principalmente mulheres), e apenas cerca de 23% já ouviram falar do termo.
Alguns apontaram que o termo “latino” se refere a uma identidade pan-étnica, que abrange uma variedade de raças, origens nacionais e origens linguísticas. “Termos como hispânico e latino não refletem totalmente como nos vemos”, diz Geraldo Cadava, professor associado de história e estudos latinos e latinos da Northwestern University.
Conforme os dados da American Community Survey de 2017, uma pequena minoria de imigrantes do Brasil (2%), Portugal (2%) e das Filipinas (1%) se identificam como hispânicos.

## História

### Séculos XVI e XVII

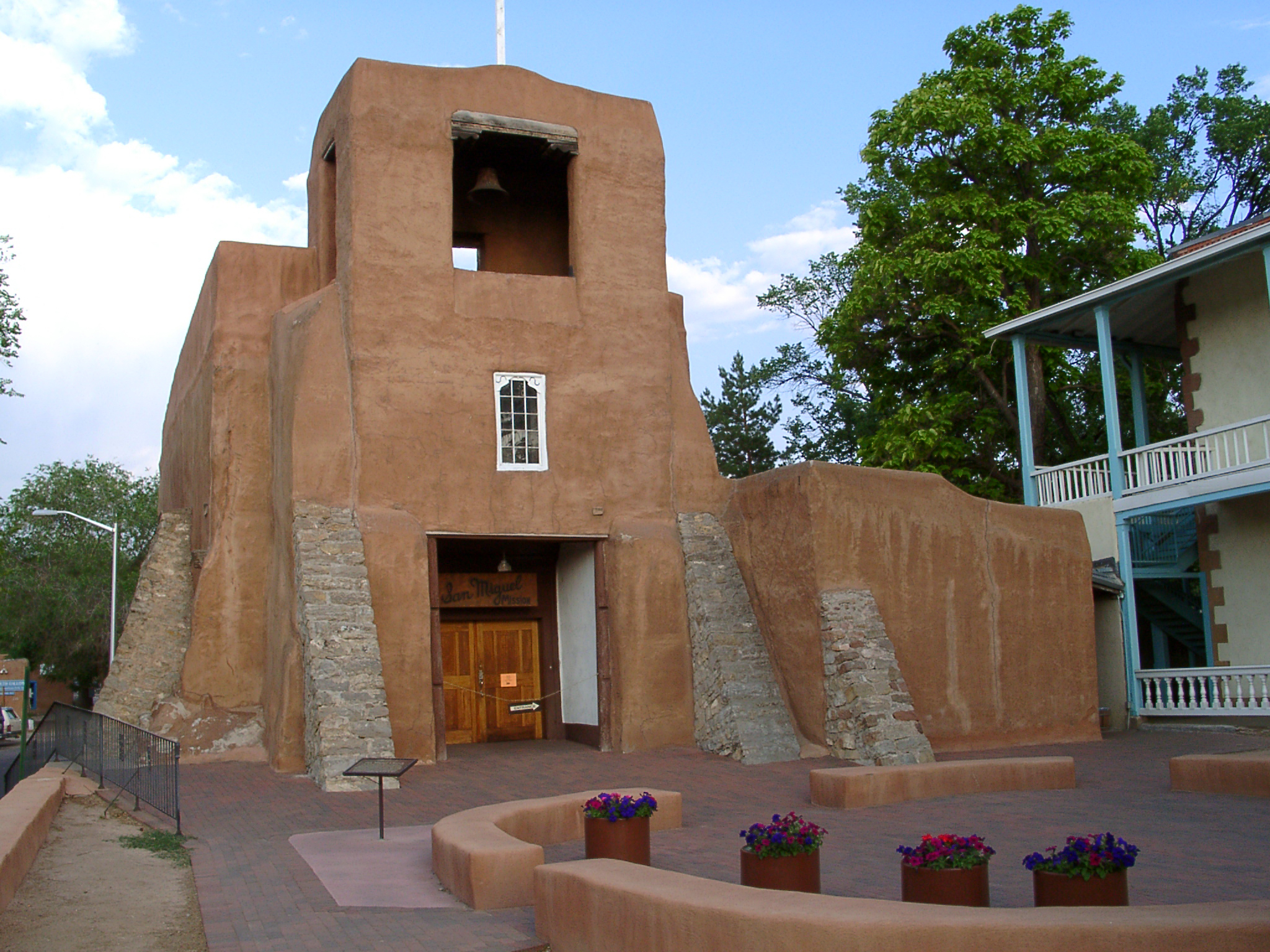
A Capela de San Miguel, construída em 1610 em Santa Fé, é a estrutura de igreja mais antiga dos Estados Unidos

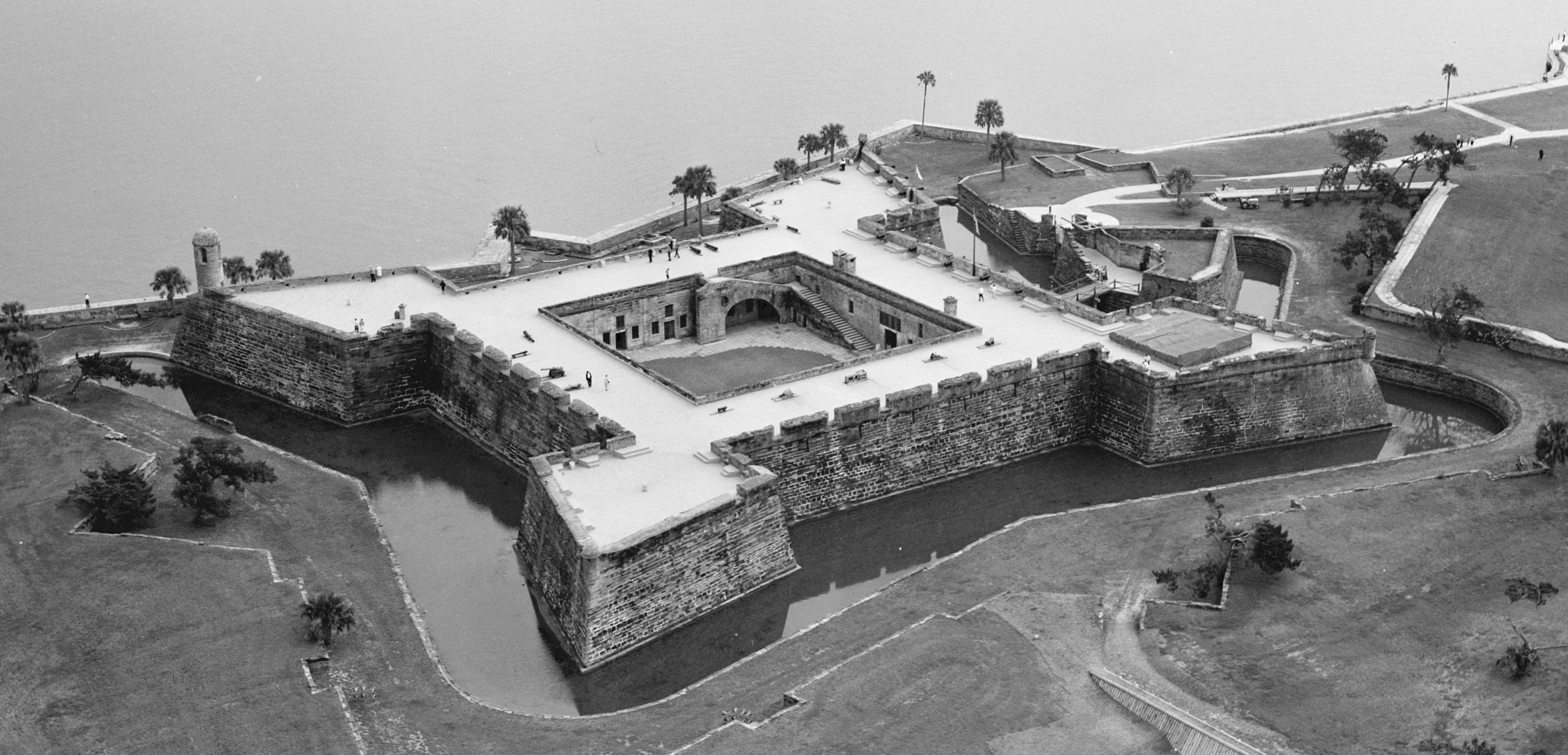
Castillo de San Marcos em Saint Augustine, Flórida. Construído em 1672 pelos espanhóis, é o forte de alvenaria mais antigo dos Estados Unidos

Os exploradores espanhóis foram pioneiros no território dos atuais Estados Unidos. O primeiro desembarque europeu confirmado no território continental dos Estados Unidos foi por Juan Ponce de León, que desembarcou em 1513 em uma costa exuberante que ele batizou de La Florida. Nas três décadas seguintes, os espanhóis se tornaram os primeiros europeus a chegar às Montanhas Apalaches, ao rio Mississippi, ao Grand Canyon e às Grandes Planícies. Os navios espanhóis navegaram ao longo da costa leste, penetrando até os dias atuais Bangor, Maine e até a costa do Pacífico até Oregon. De 1528 a 1536, Álvar Núñez Cabeza de Vaca e três companheiros (incluindo um africano chamado Estevanico), de uma expedição espanhola que naufragou, viajaram da Flórida ao Golfo da Califórnia. Em 1540, Hernando de Soto empreendeu uma extensa exploração do atual Estados Unidos. Naquele mesmo ano, Francisco Vásquez de Coronado liderou 2.000 espanhóis e índios mexicanos pela fronteira atual do Arizona com o México e viajou até o centro do Kansas, perto do centro geográfico exato do que hoje é o território continental dos Estados Unidos. Outros exploradores espanhóis do território dos Estados Unidos incluem, entre outros: Alonso Alvarez de Pineda, Lucas Vázquez de Ayllón, Pánfilo de Narváez, Sebastián Vizcaíno, Gaspar de Portolà, Pedro Menéndez de Avilés, Álvar Núñez Cabeza de Vaca, Tristán de Luna y Arellano e Juan de Oñate e exploradores não espanhóis que trabalham para a Coroa espanhola, como Juan Rodríguez Cabrillo. Em 1565, os espanhóis criaram o primeiro assentamento europeu permanente no território continental dos Estados Unidos, em St. Augustine, Flórida. Missionários e colonos espanhóis fundaram assentamentos em Santa Fé, Novo México, El Paso, San Antonio, Tucson, Albuquerque, San Diego, Los Angeles e San Francisco, para citar alguns.

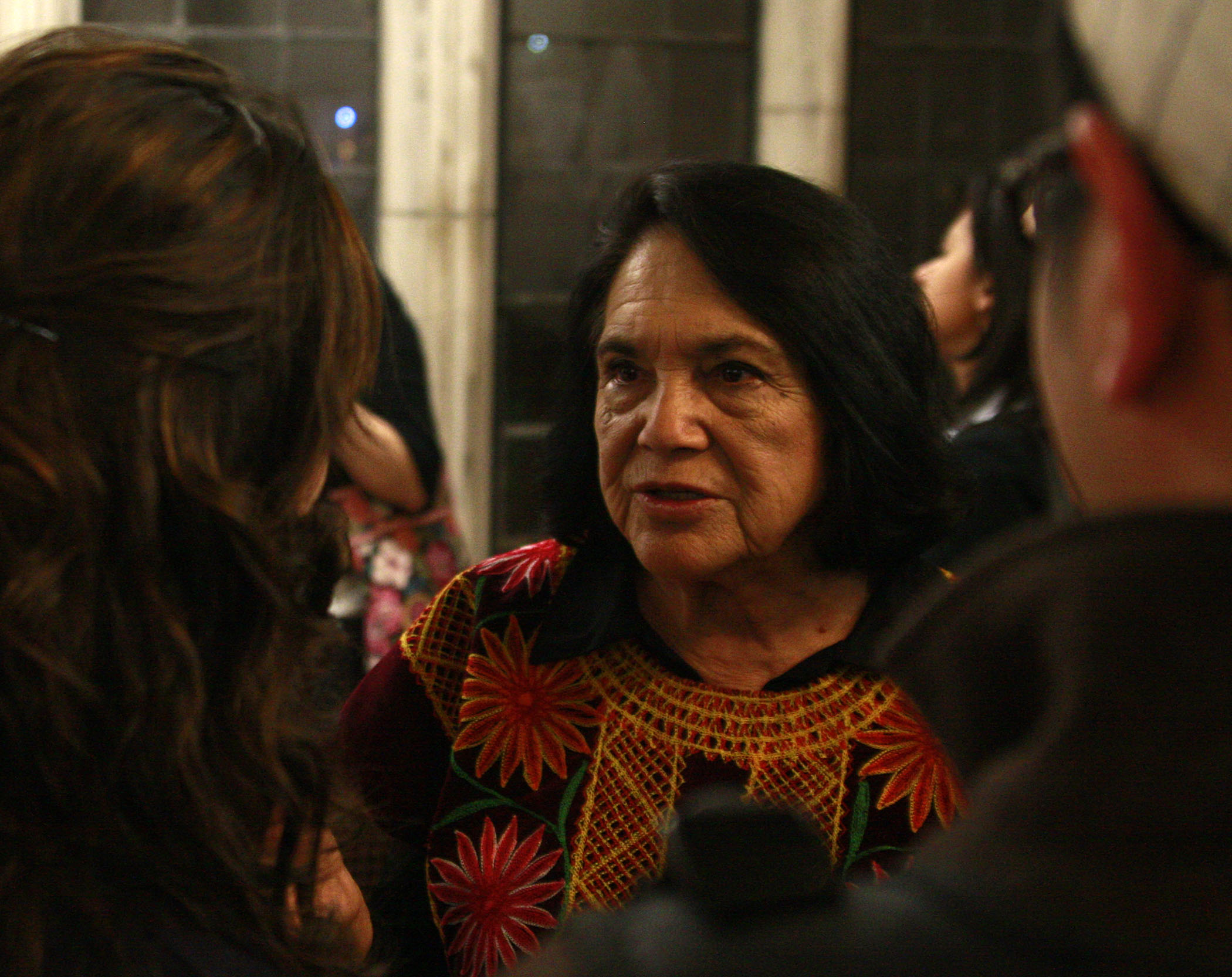
Dolores Huerta em 2009. Huerta recebeu vários prêmios por seus serviços comunitários e defesa dos direitos dos trabalhadores e das mulheres. Ela foi a primeira latina incluída no Hall da Fama Nacional da Mulher, em 1993

### Séculos XVIII e XIX
Ainda em 1783, no final da Guerra Revolucionária Americana (um conflito no qual a Espanha ajudou e lutou ao lado dos rebeldes), a Espanha possuía cerca de metade do território do atual Estados Unidos. De 1819 a 1848, os Estados Unidos (por meio de tratados, compra, diplomacia e Guerra Mexicano-Americana) aumentaram sua área em cerca de um terço às custas da Espanha e do México, adquirindo seus três estados atualmente mais populosos - Califórnia, Texas e Flórida. 

### Séculos XX e XXI
Durante o século XX e início do século XXI a imigração hispânica e latina para os Estados Unidos aumentou acentuadamente após as mudanças na lei de imigração em 1965.

As contribuições hispânicas e latinas no passado e no presente histórico dos Estados Unidos são abordadas com mais detalhes abaixo (consulte Notáveis e suas contribuições). Para reconhecer as contribuições atuais e históricas dos hispânicos e latino-americanos, em 17 de setembro de 1968, o presidente Lyndon B. Johnson designou uma semana em meados de setembro como Semana do Patrimônio Nacional Hispânico, com autorização do Congresso. Em 1988, o presidente Ronald Reagan estendeu a observância para um mês, designado Mês Nacional da Herança Hispânica. Os hispano-americanos se tornaram o maior grupo minoritário em 2004.

## Demografia

A porcentagem de residentes hispânicos ou latinos por condado

Em 2017, os hispânicos representavam 18% da população dos EUA, ou quase 59 milhões de pessoas. A taxa de crescimento hispânico no período de 1º de abril de 2000 a 1º de julho de 2007 foi de 28,7% - cerca de quatro vezes a taxa de crescimento total da população do país (7,2%). A taxa de crescimento de 1 ° de julho de 2005 a 1 ° de julho de 2006, sozinha, foi de 3,4% - cerca de três vezes e meia a taxa de crescimento total da população do país (1,0%). Com base no censo de 2010, os hispânicos são agora o maior grupo minoritário em 191 das 366 áreas metropolitanas dos Estados Unidos. A população hispânica projetada dos Estados Unidos para 1º de julho de 2050 é de 132,8 milhões de pessoas, ou 30,2% da população total projetada do país naquela data.

### Distribuição geográfica
Do total da população hispânica ou latina do país, 49% (21,5 milhões) vivem na Califórnia ou no Texas.
Mais da metade da população hispânica está concentrada na região sudoeste, composta principalmente por mexicanos-americanos. A Califórnia e o Texas têm algumas das maiores populações de mexicanos e hispânicos da América Central nos Estados Unidos. A região Nordeste é dominada por porto-riquenhos e dominicanos estadunidenses, possuindo as maiores concentrações de ambos no país. Na região do Meio Atlântico, centrada na área metropolitana de DC, os salvadorenhos são os maiores grupos hispânicos. A Flórida é dominada por cubano-estadunidenses e porto-riquenhos. Tanto nos Estados dos Grandes Lagos quanto nos Estados do Atlântico Sul, os mexicanos e os porto-riquenhos dominam. Os mexicanos dominam o resto do país, incluindo o oeste dos Estados Unidos, o centro-sul dos Estados Unidos e os estados das Grandes Planícies.

### Origem nacional
| Hispânico / Latino ancestralidade | População  | %     |
| --------------------------------- | ---------- | ----- |
| mexicano                          | 36.986.661 | 61,9  |
| Porto-riquenho                    | 5.791.453  | 9,6   |
| cubano                            | 2.363.532  | 3,9   |
| Salvadorenho                      | 2.306.774  | 3,8   |
| Dominicano                        | 2.082.857  | 3,4   |
| colombiano                        | 2.023.341  | 3,3   |
| guatemalteco                      | 1.524.743  | 2.0   |
| Hondurenho                        | 963.930    | 1,6   |
| espanhol                          | 819.527    | 1,3   |
| Equatoriana                       | 717.995    | 1,2   |
| peruano                           | 684.345    | 1,1   |
| venezuelano                       | 484.445    | 0,8   |
| espanhol                          | 435.322    | 0,8   |
| Nicaragüense                      | 434.000    | 0,7   |
| brasileiro                        | 371.529    | 0,6   |
| Argentino                         | 286.346    | 0,4   |
| Panamenho                         | 206.219    | 0,3   |
| chileno                           | 172.062    | 0,2   |
| Costa riquenho                    | 154.784    | 0,2   |
| boliviano                         | 116.646    | 0,1   |
| uruguaio                          | 60.013     | 0,1   |
| paraguaio                         | 25.022     | 0,0   |
| Todos os outros                   | 1.428.770  | 2,4   |
| Total                             | 59.763.631 | 100,0 |

Em 2018, aproximadamente 62% da população hispânica do país era de origem mexicana (ver tabela). Outros 9,6% eram de origem porto-riquenha, com cerca de 4% cada de origem cubana e salvadorenha e 3,4% de origem dominicana. Os demais eram de outra origem centro-americana ou sul-americana, ou originários diretamente da Espanha. Dois terços de todos os hispânicos e latino-americanos nasceram nos Estados Unidos.
Existem poucos imigrantes diretamente da Espanha, uma vez que os espanhóis historicamente emigraram para a América Latina, em vez de para países de língua inglesa. Por isso, a maioria dos hispânicos que se identificam como Spaniard ou Spanish também se identifica com a nacionalidade latino-americana. Na estimativa do Censo de 2017, aproximadamente 1,3 milhão de americanos relataram alguma forma de "espanhol" como ancestralidade, seja diretamente da Espanha ou não.
No norte do Novo México e no sul do Colorado, há uma grande porção de hispânicos que traçam sua ancestralidade com colonos espanhóis do final do século XVI ao século XVII. Pessoas com essa origem muitas vezes se identificam como "hispânicos", "espanhóis" ou "hispânicos". Muitos desses colonos também se casaram com ameríndios locais, criando uma população mestiça. Da mesma forma, o sul da Louisiana é o lar de comunidades de descendentes das Ilhas Canárias, conhecidas como Isleños, além de outras pessoas de ascendência espanhola.
Chicanos, Califórnios, Nuevomexicanos e Tejanos são americanos de ascendência espanhola e/ou mexicana. Os chicanos vivem no sudoeste, os Nuevomexicanos no Novo México e os Tejanos no Texas. Nuevomexicanos e Tejanos são culturas distintas com suas próprias cozinhas, dialetos e tradições musicais. O termo "chicano" se tornou popular entre os mexicanos-americanos na década de 1960 durante o nacionalismo chicano e o movimento chicano, e hoje é visto como uma identidade étnica e cultural por alguns. O ativista político César Chávez e o romancista José Antonio Villarreal são chicanos famosos.
Nuyoricans são americanos descendentes de porto-riquenhos da área da cidade de Nova York. Existem cerca de dois milhões de Nuyoricans nos Estados Unidos. Nuyoricans famosas incluem congressistas Alexandria Ocasio-Cortez, a juíza da Suprema Corte dos Estados Unidos Sonia Sotomayor e a cantora Jennifer Lopez.

### Raça

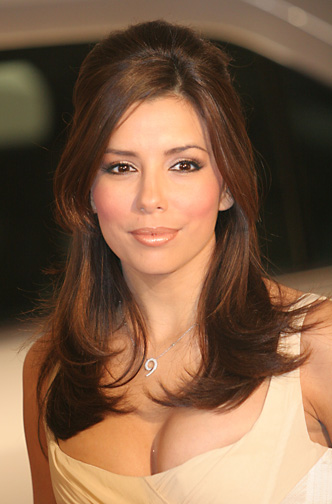
O mtDNA de Eva Longoria pertence ao Haplogrupo A2, possivelmente tornando-a descendente direta de uma mulher nativa americana, uma maia do território do México muito antes de ser o México

Os latinos vêm de países multirraciais e multiétnicos com diversas origens, portanto um latino pode ser de qualquer raça ou mistura — em proporções variáveis —, mas principalmente de indígenas das Américas, africanos e/ ou europeus. embora latinos não mistos de cada raça também existam em quantidades variadas em cada país.

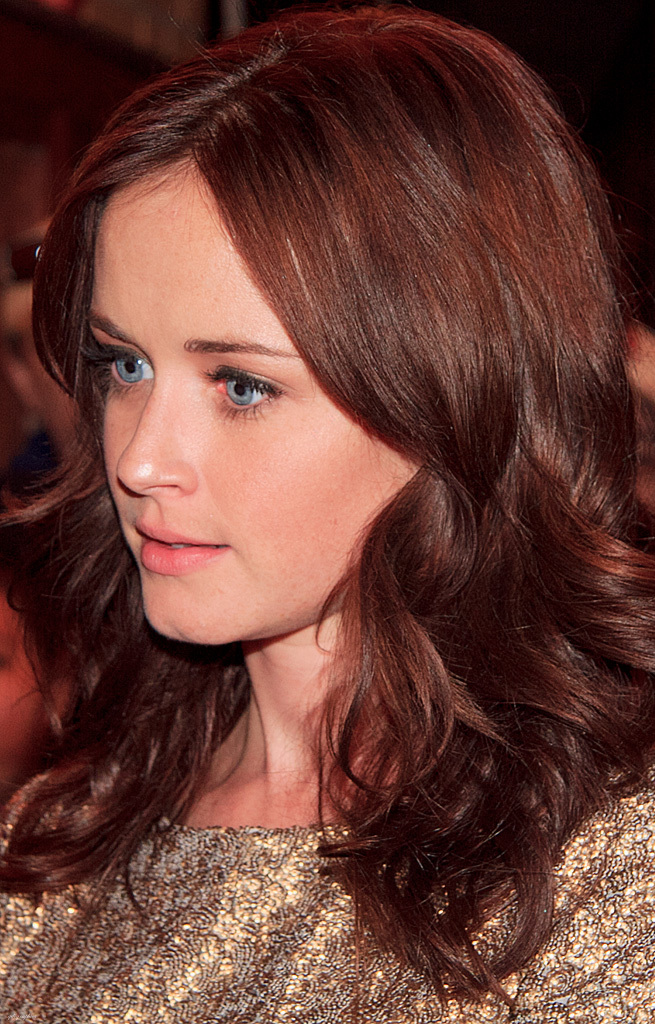
Atriz Alexis Bledel é hispânica e branca, de origem Argentina e escocesa, alemã e herança escandinava. Bledel cresceu em uma casa onde se falava espanhol e não aprendeu inglês até começar a escola

A origem hispânica ou latina é independente da raça e é denominada "etnia" pelo Escritório do Censo dos Estados Unidos. Dependendo das regiões da América Latina, uma proporção significativa de latinos tem níveis altos a moderados de contribuição da África Subsaariana da era colonial por meio do comércio de escravos transatlântico. Mas também como resultado de europeus de raça mista, por meio da ocupação muçulmana moura do norte da África na Península Ibérica, misturando seus genes na população.  Da mesma forma que os espanhóis, Português, Inglês, Alemão e muitos outros países europeus ao longo dos séculos, muitos latino-americanos também possuem era colonial New Christian sefardita ascendência judaica. Em menor grau, outros latino-americanos possuem pelo menos uma ancestralidade parcial da ancestralidade pós-colonial mais recente de judeus asquenazes, árabes levantinos (libaneses, sírios e palestinos), bem como chineses e japoneses, entre outros.  Assim, como um todo, os latino-americanos são uma população multirracial, com graus de níveis de mistura que variam de pessoa para pessoa, de fontes genéticas globais variáveis.
De acordo com a Pesquisa da Comunidade Americana de 2019, 65,5% dos hispânicos e latinos foram identificados como brancos. O maior número dos que se consideram hispânicos brancos vem das comunidades mexicana, porto-riquenha, cubana, colombiana e espanhola.
Mais de um quarto dos hispânicos/latino-americanos se identificam como "alguma outra raça". Esses hispânicos de "alguma outra raça" geralmente são considerados mestiços ou mulatos. Uma porcentagem significativa da população hispânica e latina se autoidentifica como mestiça, particularmente a comunidade mexicana e da América Central. Mestiço não é uma categoria racial no Censo dos EUA, mas significa alguém que está ciente de sua ancestralidade nativa americana e europeia. De todos os americanos que marcaram a caixa "Alguma outra raça", 97% eram hispânicos.
Quase um terço dos entrevistados multirraciais eram hispânicos. A maioria da população multirracial nas comunidades mexicana, salvadorenha e guatemalteca é de ascendência mista europeia e nativa americana (mestiço), enquanto a maioria da população multirracial nas comunidades porto-riquenha, dominicana e cubana são mistas de europeus, africanos e ascendência nativa americana (mulato/trirracial).

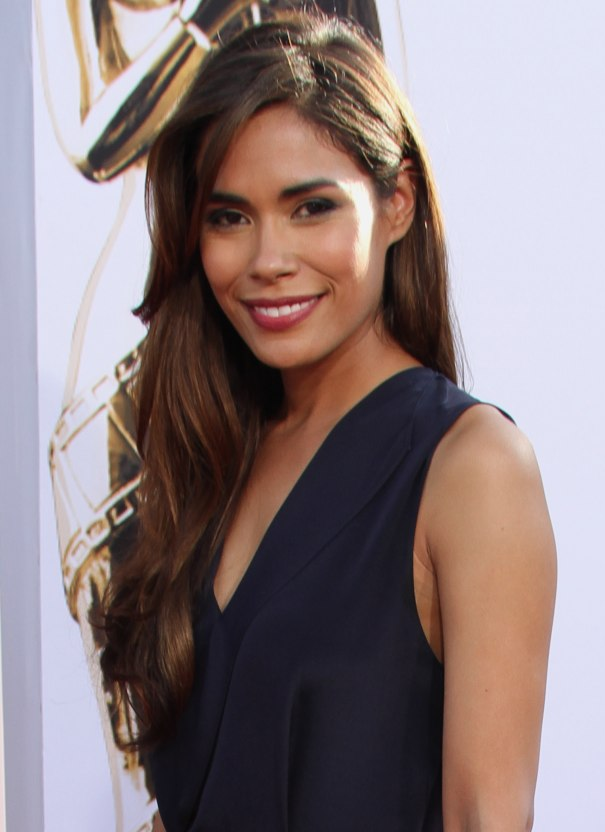
Daniella Alonso. Sua mãe é porto-riquenha e seu pai é peruano, de ascendência nativa e japonesa

O maior número de negros hispânicos é das ilhas espanholas do Caribe, incluindo as comunidades cubana, dominicana, panamenha e porto-riquenha.
As poucas centenas de milhares de hispânicos asiáticos são de várias origens, entre as quais incluem mestiços filipinos de origem espanhola, asiáticos de origem latino-americana (exemplos incluindo cubanos chineses e peruanos japoneses) e aqueles de origem recente mista asiática e hispânica. Observe que os filipinos geralmente não são contados como hispânicos, apesar do fato de que os espanhóis colonizaram as Filipinas e muitos filipinos têm nomes espanhóis.
Hispânicos e latinos costumam ter ascendência racial dos índios americanos. Por exemplo, os latinos oriundos do norte do México se consideram brancos ou reconhecem ancestralidade indígena americana com algumas misturas europeias, enquanto daqueles que derivam da ancestralidade mexicana meridional, a maioria são nativos americanos ou de ancestrais indígenas americanos e europeus. Na Guatemala, os maias são a maioria, enquanto em El Salvador, os descendentes de índios americanos são a maioria. Na República Dominicana, a população é formada em grande parte por pessoas com ancestrais mistos, nos quais existem até níveis de ancestralidade europeia, com um número menor de brancos e negros também.

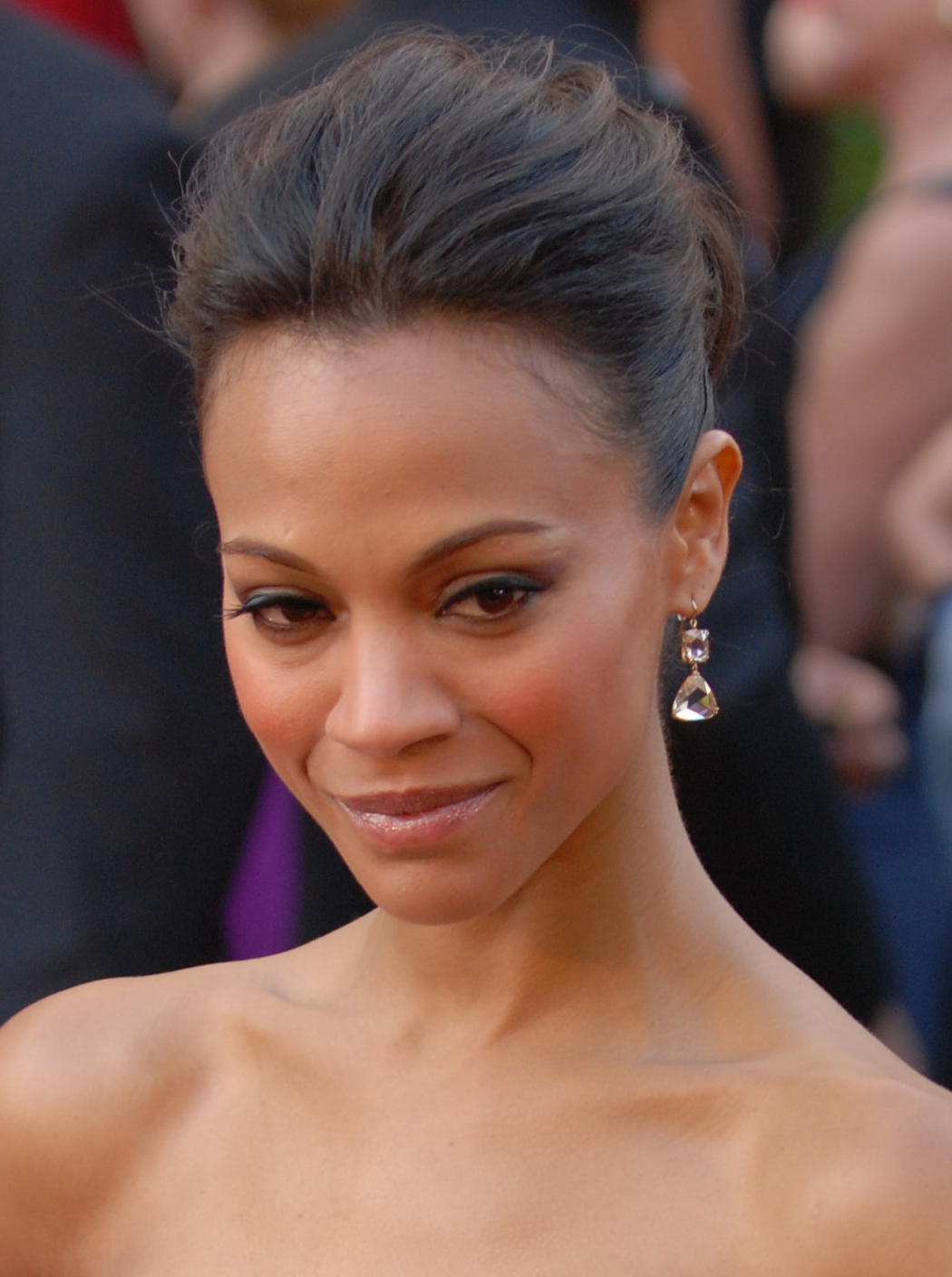
Zoe Saldana no 82º Oscar (2010)

Em Porto Rico, as pessoas com ascendência multirracial são a maioria. Existem também populações predominantemente de ascendência africana, bem como populações de ascendência indígena americana, bem como aqueles com ancestrais misturados. Os cubanos são, em sua maioria, de ascendência latino-americana branca, no entanto, também existem populações de negros e multirraciais. A raça e a cultura de cada país hispânico/latino e sua diáspora nos Estados Unidos diferem em sua história e geografia.
Pessoas de herança mexicana representam a maior parte da população hispânica/latina dos Estados Unidos. A maioria dos mexicanos-americanos com presença multigeracional nos EUA antes da década de 1970 são de origem predominantemente europeia, enquanto a maioria dos mexicanos-americanos recentes que migraram ou descendem de migrantes para os Estados Unidos após a década de 1980 são predominantemente descendentes de nativos americanos com níveis variados de mistura europeia.
Fontes oficiais relatam que a composição racial dos subgrupos hispânicos/latinos dos países Brasil, Uruguai,  Porto Rico,  Cuba  e Chile,  têm a maior proporção, para seus respectivos países, de latinos nos EUA que se identificam como brancos - embora, em números brutos, o maior número de latinos brancos nos EUA sejam mexicanos-americanos. Como resultado de sua diversidade racial, os hispânicos formam uma etnia que compartilha uma língua (espanhol) e herança cultural, ao invés de uma raça. O fenômeno de pessoas birraciais que são predominantemente de ascendência europeia e se identificam como brancas não se limita a hispânicos ou falantes de espanhol, mas também é comum entre falantes de inglês: os pesquisadores descobriram que a maioria dos americanos brancos com menos de 28 porcento de ancestralidade afro-americana afirmam que são brancos; acima desse limite, as pessoas tendem a se descrever como afro-americanas.

### Idade
Em 2014, um terço, ou 17,9 milhões, da população hispânica tinha menos de 18 anos e um quarto, 14,6 milhões, eram Millennials. Isso os tornam mais da metade da população hispânica dos Estados Unidos.

### Discriminação

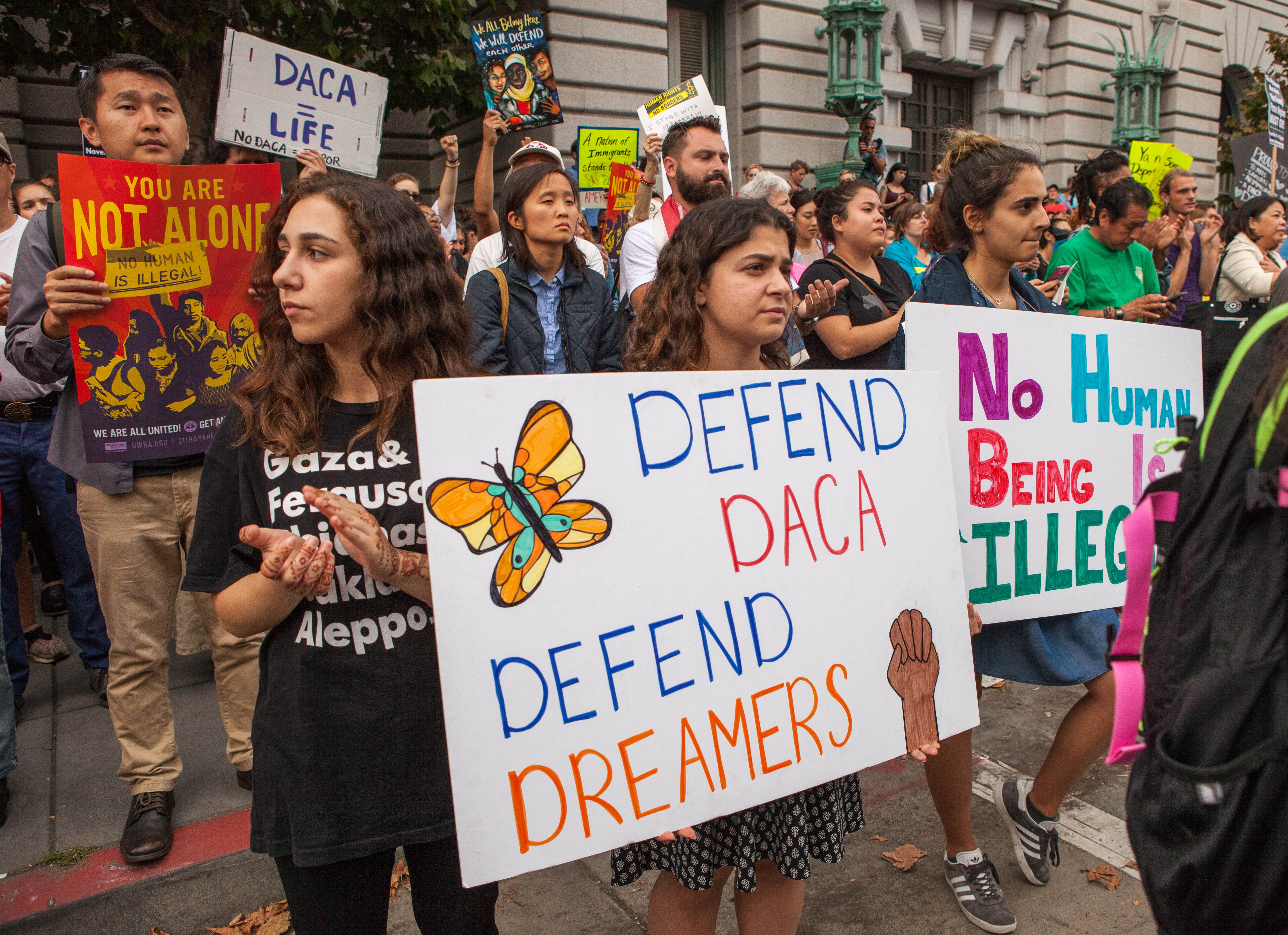
Os manifestantes seguram várias placas e faixas em um comício de Ação Adiada para Chegadas à Infância (DACA) em San Francisco

É relatado que 31% dos latinos relataram experiências pessoais com discriminação, enquanto 82% dos latinos acreditam que a discriminação desempenha um papel crucial para que eles tenham ou não sucesso enquanto moram nos EUA. A legislação atual sobre políticas de imigração também desempenha um papel crucial na criação de um ambiente hostil e discriminatório para os imigrantes. Para medir a discriminação a que os imigrantes estão sujeitos, os investigadores devem ter em consideração a percepção dos imigrantes de que são alvo de discriminação e também devem estar cientes de que os casos de discriminação também podem variar em função de: experiências pessoais, atitudes sociais e barreiras étnicas. A experiência do imigrante está associada à baixa auto-estima, sintomas internalizados e problemas de comportamento entre os jovens mexicanos. Sabe-se também que o maior tempo de vida nos Estados Unidos está associado a um aumento da sensação de angústia, depressão e ansiedade.  Como muitos outros grupos hispânicos e latino-americanos que migram para os Estados Unidos, esses grupos são frequentemente estigmatizados. Um exemplo dessa estigmatização ocorreu após o 11 de setembro, quando as pessoas que eram consideradas ameaças à segurança nacional eram frequentemente descritas com termos como migrante e o "outro latino" junto com outros termos como refugiado e solicitante de asilo.

### Vulnerabilidades
A Lei de Reforma da Imigração Ilegal e Responsabilidade do Imigrante de 1996 mudou significativamente a forma como os Estados Unidos lidavam com a imigração. De acordo com essa nova lei, os imigrantes que ultrapassaram o prazo de validade de seus vistos ou foram encontrados nos Estados Unidos ilegalmente foram sujeitos a detenção e/ou deportação sem representação legal. Os imigrantes que infringiram essas leis ficaram vulneráveis e podem não ter permissão para voltar ao país. Da mesma forma, essa lei dificultou para outros imigrantes que desejam entrar nos Estados Unidos ou obter status legal. Essas leis também expandiram os tipos de crimes que podem ser considerados dignos de deportação para imigrantes documentados. As políticas promulgadas por futuros presidentes limitam ainda mais o número de imigrantes que entram no país e sua remoção acelerada.
Muitas famílias de imigrantes ilegais não podem desfrutar de suas atividades cotidianas sem cautela, porque temem encontrar oficiais de imigração, o que limita seu envolvimento em eventos comunitários. As famílias sem documentos também não confiam nas instituições e serviços do governo. Por causa do medo de encontrar oficiais da imigração, os imigrantes ilegais muitas vezes se sentem excluídos e isolados, o que pode levar ao desenvolvimento de problemas de saúde mental, como depressão e ansiedade. Os efeitos nocivos de ser condenado ao ostracismo do resto da sociedade não se limitam apenas aos imigrantes sem documentos, mas afeta toda a família, mesmo que alguns dos membros tenham status legal. As crianças frequentemente relataram ter sido vítimas de bullying na escola por colegas de classe porque seus pais não tinham documentos. Isso pode fazer com que se sintam isolados e desenvolvam um sentimento de inferioridade, o que pode impactar negativamente seu desempenho acadêmico.

### Pobreza
Muitas famílias latinas migram para encontrar melhores oportunidades econômicas a fim de enviar remessas de volta para casa. Ser indocumentado limita as possibilidades de empregos que os imigrantes assumem e muitos lutam para encontrar um emprego estável. Muitos latinos relatam que as empresas os rejeitaram porque não têm um número de Seguro Social. Se conseguirem obter um emprego, os imigrantes correm o risco de perdê-lo se o seu empregador descobrir que não podem apresentar prova de residência ou cidadania. Muitos procuram agências que não pedem identificação, mas esses empregos geralmente não são confiáveis. Para evitar serem detidos e deportados, muitos trabalham sob exploração. Em um estudo, um participante relatou "Se alguém souber que você não tem os papéis... essa pessoa é um perigo. Muitas pessoas vão enganá-los... se eles sabem que você não tem os papéis, com tudo que eles dizem 'ei, eu vou chamar a imigração para você". Essas condições reduzem a renda que as famílias latinas trazem para sua casa e algumas acham muito difícil viver todos os dias. Quando um pai sem documentos é deportado ou detido, a renda será reduzida significativamente se o outro pai também sustentar a família financeiramente. O progenitor que fica tem que cuidar da família e pode achar difícil administrar o trabalho junto com outras responsabilidades. Mesmo que as famílias não sejam separadas, os latinos vivem constantemente com medo de perder o equilíbrio econômico.
Viver na pobreza tem sido associado à depressão, baixa autoestima, solidão, atividades criminosas e uso frequente de drogas entre os jovens. Famílias com baixa renda não têm condições de pagar uma moradia adequada e algumas delas são despejadas. O ambiente em que os filhos de imigrantes indocumentados crescem costuma ser composto de baixa qualidade do ar, ruído e toxinas que impedem o desenvolvimento saudável.  Além disso, esses bairros são propensos à violência e atividades de gangues, obrigando as famílias a viverem em constante medo, o que pode contribuir para o desenvolvimento de TEPT, agressão e depressão.

### Situações familiares

#### Vida familiar e valores

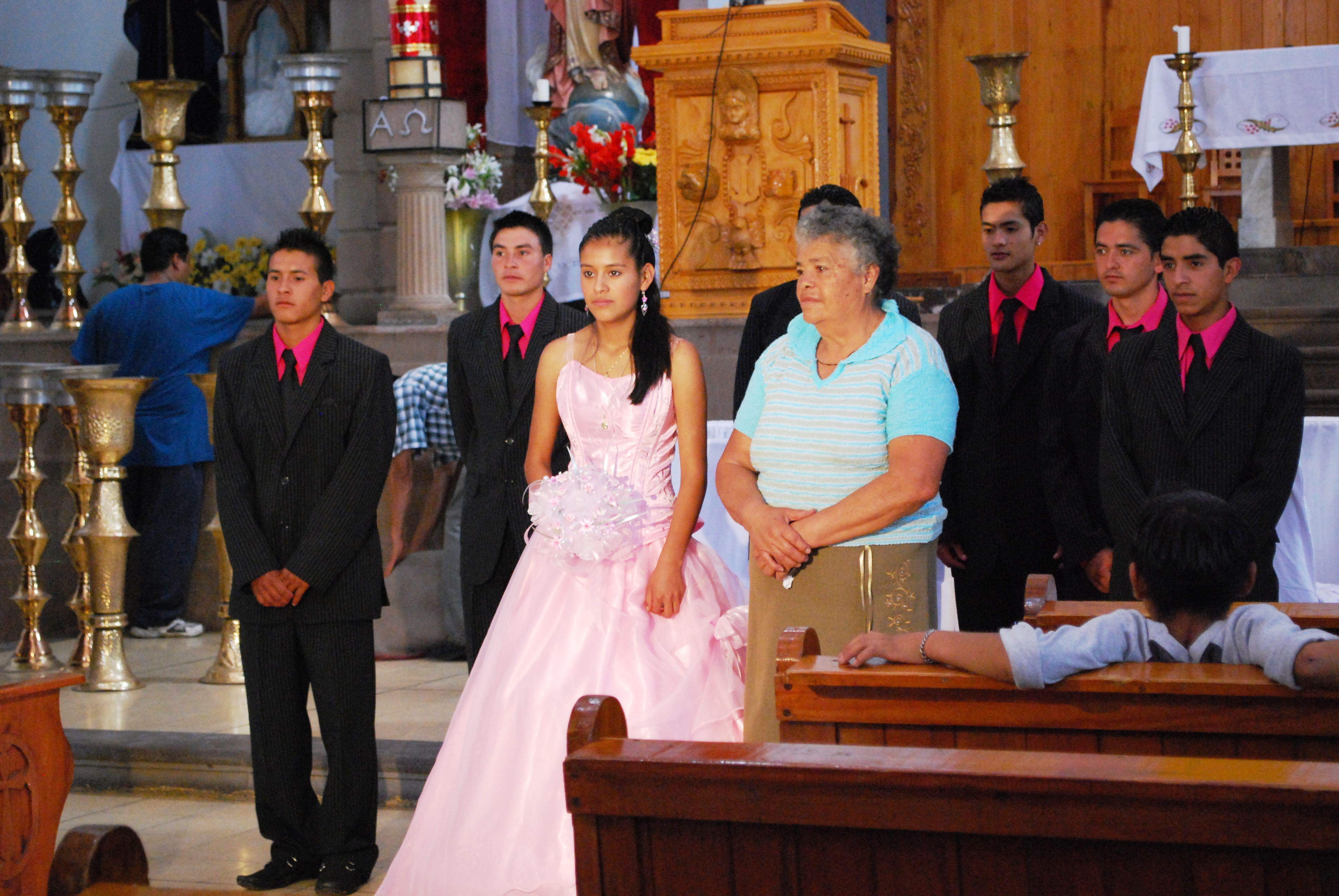
Uma Quinceañera após uma missa católica, em comemoração ao aniversário de 15 anos de uma filha, comum entre as famílias hispânicas

A cultura hispânica e latina valoriza fortemente a família e é comumente ensinada às crianças hispânicas como um dos valores mais importantes da vida. Estatisticamente, as famílias hispânicas tendem a ter famílias maiores e mais unidas do que a média americana. As famílias hispânicas tendem a preferir viver perto de outros membros da família. Isso pode significar que três ou às vezes quatro gerações podem estar vivendo na mesma casa, ou perto uma da outra, embora quatro gerações sejam incomuns nos Estados Unidos. O papel dos avós é considerado muito importante na educação dos filhos.
Os hispânicos tendem a ser muito orientados para o grupo e a ênfase é colocada no bem-estar da família acima do indivíduo. A família alargada desempenha um papel importante em muitas famílias hispânicas e são comuns reuniões sociais e familiares frequentes. Ritos tradicionais de passagem, particularmente os sacramentos católicos romanos: como batismos, aniversários, primeiras comunhões, quinceañeras, confirmações, formaturas e casamentos são todos momentos populares de reuniões familiares e celebrações em famílias hispânicas.
A educação é outra prioridade importante para as famílias hispânicas. A educação é vista como a chave para a contínua mobilidade ascendente nos Estados Unidos entre as famílias hispânicas. Um estudo de 2010 da Associated Press mostrou que os hispânicos dão mais ênfase à educação do que o americano médio. Os hispânicos esperam que seus filhos se formem na universidade.
Os jovens latino-americanos hoje ficam em casa com os pais por mais tempo do que antes. Isso se deve a mais anos de estudo e à dificuldade de encontrar um trabalho remunerado que corresponda às suas aspirações.

#### Casamento misto

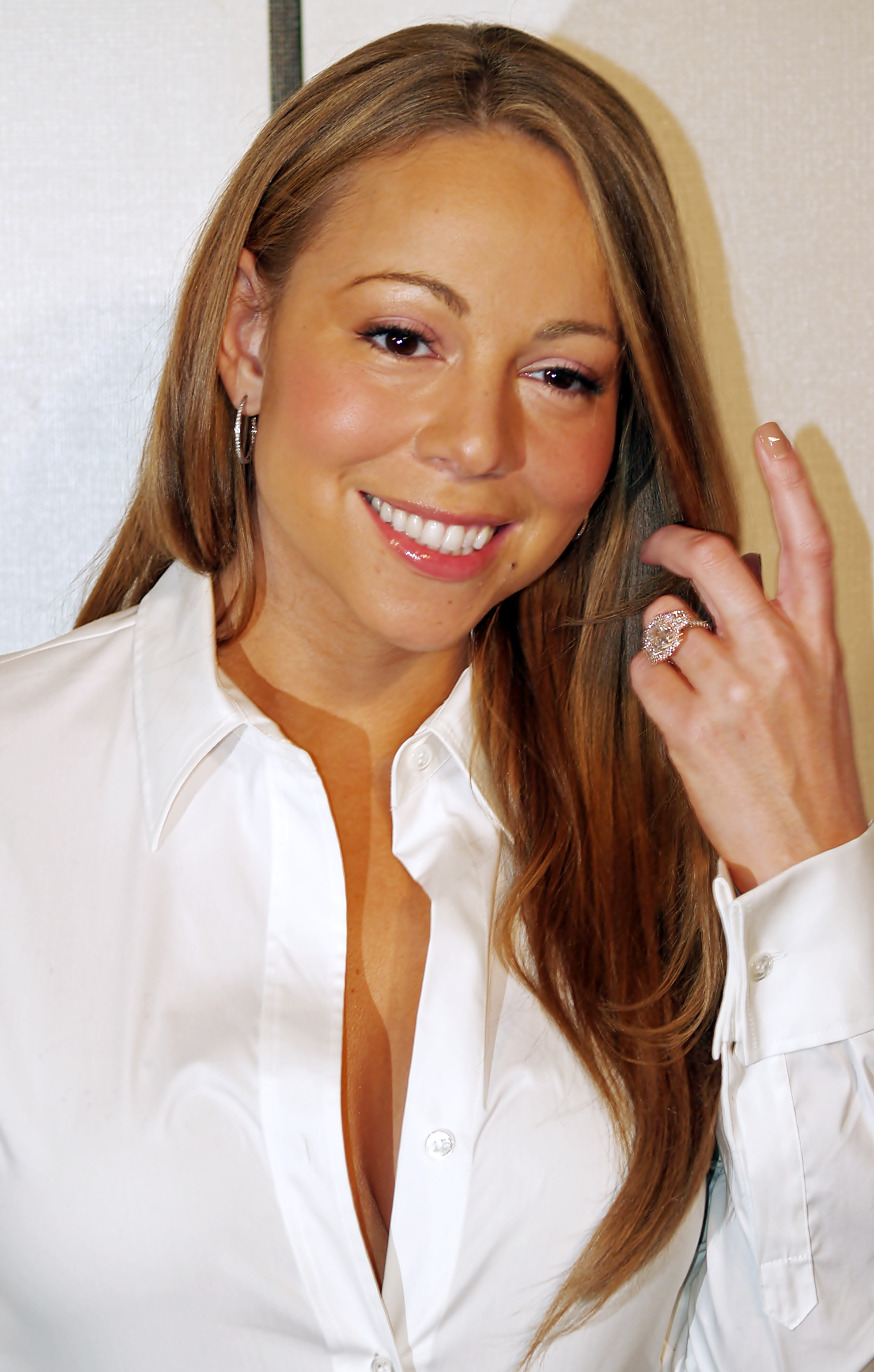
O pai de Mariah Carey era de ascendência afro-americana e afro-venezuelana, enquanto sua mãe é descendente de irlandeses

Em 2008, 81% dos hispânicos que se casaram, se casaram com brancos não hispânicos, 9% com negros não hispânicos, 5% com asiáticos não hispânicos e o restante com parceiros multirraciais não hispânicos. 

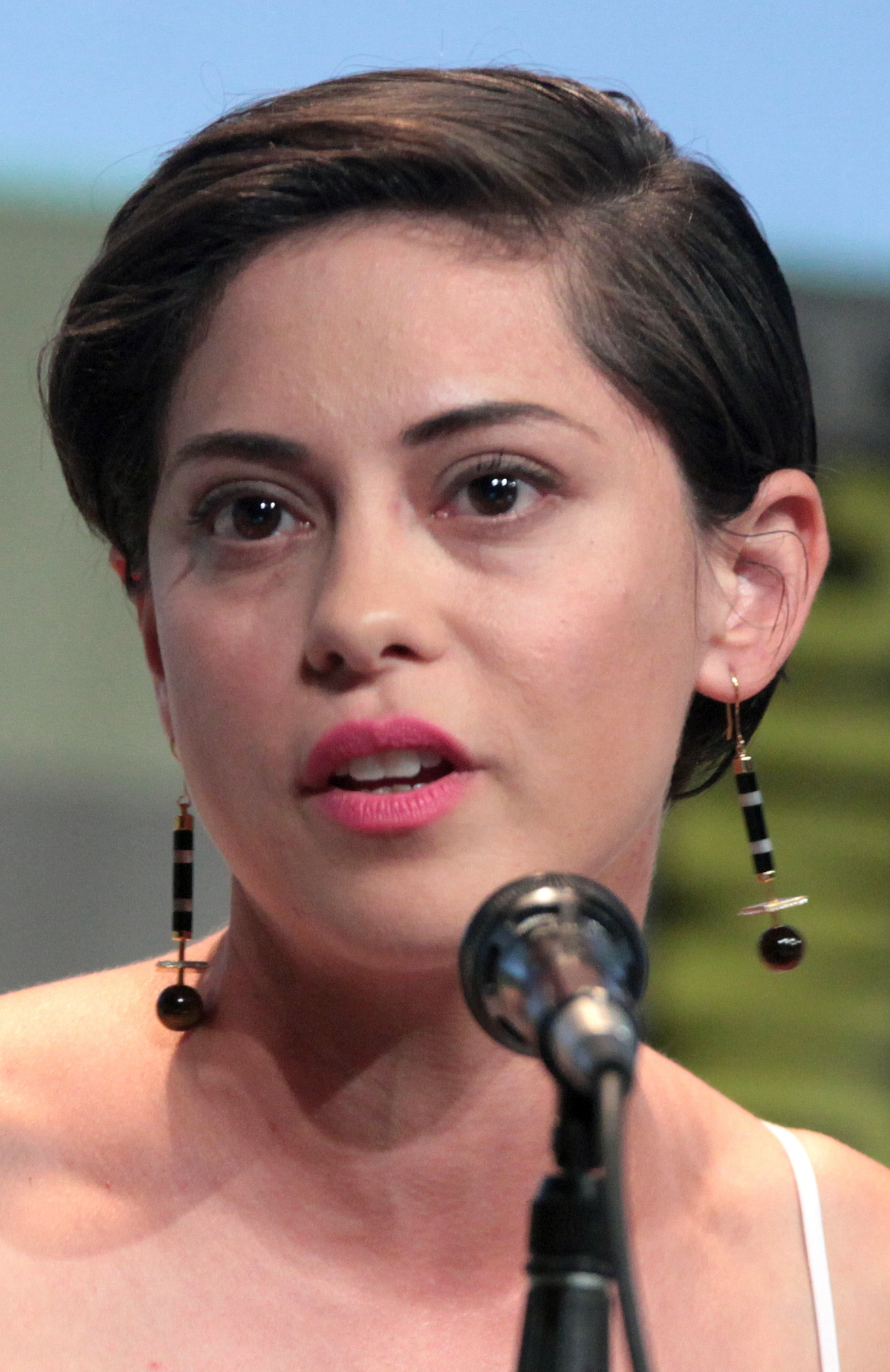
Rosa Salazar é descendente de peruanos e franceses

### Ajuste cultural
À medida que os migrantes latinos se tornam a norma nos Estados Unidos, os efeitos dessa migração sobre a identidade desses migrantes e seus parentes tornam-se mais evidentes nas gerações mais jovens. Cruzar as fronteiras muda a identidade tanto dos jovens quanto de suas famílias. Frequentemente, "deve-se prestar atenção especial ao papel que a cultura expressiva desempenha tanto como entretenimento quanto como um local no qual a identidade é representada, fortalecida e reformada" porque é "às vezes em oposição às normas e práticas dominantes e às vezes em conjunção com elas". A troca de sua cultura de origem com a cultura americana cria uma dicotomia dentro dos valores que os jovens consideram importantes, mudando assim o que significa ser latino no âmbito global.

#### Transnacionalismo

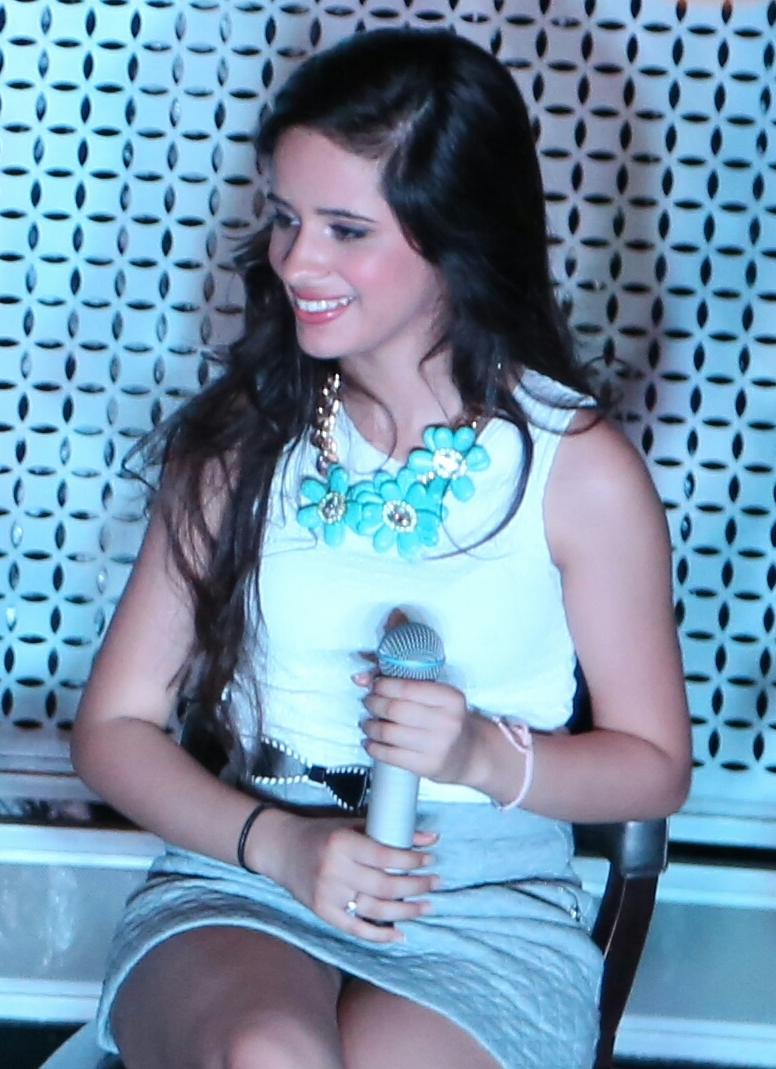
Camila Cabello nasceu em Cuba. Ela se mudou de Havana para a Cidade do México antes de se mudar para Miami aos 5 anos

Junto com o sentimento de que eles não são do país de sua origem étnica nem dos Estados Unidos, uma nova identidade dentro dos Estados Unidos é formada, chamada latinidad. Isso é especialmente visto em ambientes sociais cosmopolitas como Nova York, Chicago, Houston, Los Angeles e San Francisco. Em andamento está "o entrelaçamento de diferentes subpopulações latinas lançou as bases para o surgimento e evolução contínua de um forte senso de latinidad", que estabelece um "senso de afinidade cultural e identidade profundamente enraizada no que muitos latinos percebem ser um histórico e espiritual compartilhado, herança estética, linguística e um senso crescente de afinidade cultural e solidariedade no contexto social dos Estados Unidos." Isso une os latinos como um só, criando parentesco cultural com outras etnias latinas.

#### Papéis de gênero

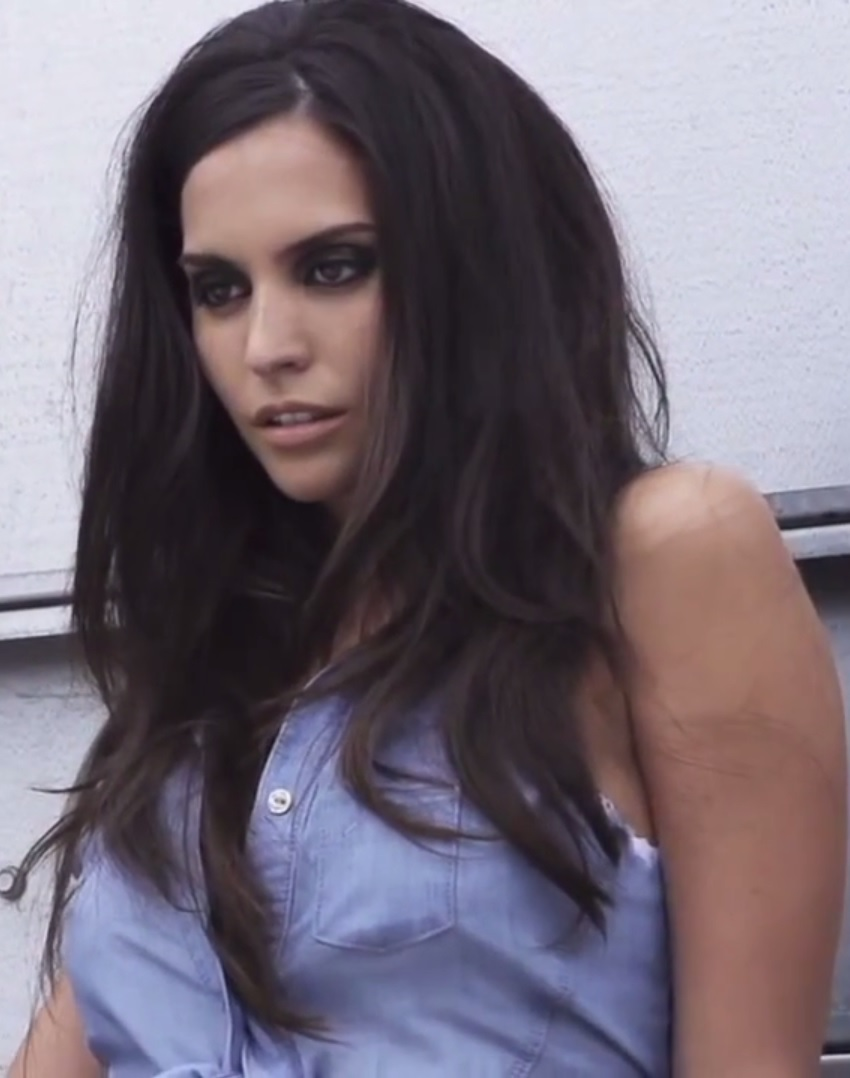
Atriz e modelo de Genesis Rodriguez Seu pai, José Luis Rodríguez, ator e cantor é conhecido pelo apelido de "El Puma"

A migração para os Estados Unidos pode mudar a identidade dos jovens latinos de várias maneiras, incluindo como eles carregam suas identidades de gênero. Em lares latinos tradicionais, mulheres e meninas são donas de casa ou muchachas de la casa ("meninas da casa"), mostrando que obedecem "às normas culturais... [de] respeitabilidade, castidade e honra familiar valorizada pela comunidade [latina] ". No entanto, quando as mulheres latinas vêm para os Estados Unidos, elas tendem a se adaptar às normas socais percebidas neste novo país e sua localização social muda à medida que se tornam mais independentes e capazes de viver sem o apoio financeiro de suas famílias ou parceiros. A comunidade não assimilada vê essas mulheres que se adaptam como sendo de la calle ("da [ou da] rua"), transgressivas e sexualmente promíscuas. Algumas famílias latinas nos Estados Unidos "lidam com a falha de mulheres jovens em aderir a essas normas culturalmente prescritas de comportamento de gênero adequado de várias maneiras, incluindo enviá-las para viver em... [o país de envio] com membros da família, independentemente de sejam ou não... [as jovens] sexualmente ativas".
Junto com o aumento da independência entre essas jovens, há uma diminuição do poder da vergüenza ("vergonha") em muitas das relações entre os dois sexos. Ter vergüenza é afirmar o domínio masculino em todas as esferas, especialmente no relacionamento de um homem com sua parceira; o conceito é reforçado envergonhando os homens para que se comportem com um arquétipo machista, a fim de estabelecer respeito, domínio e masculinidade em seus âmbitos sociais. Embora muitas mulheres latinas na terra natal, bem como mulheres latinas mais velhas nos Estados Unidos, reforcem essa dinâmica ao não querer um homem que seja um sinvergüenza ("o sem-vergonha"), alguns jovens Latinx aceitam o rótulo de sinvergüenza e agora o usam com orgulho. Sentir-se preso entre duas sociedades distintas faz com que os jovens "meditem entre as duas culturas e [instila] ambivalência em relação ao sentimento de falta de vergüenza", resultando em um grupo de jovens que celebra ser sinvergüenza enquanto ainda reconhece o conceito de vergüenza dentro de um parte de sua cultura cada vez mais composta.

#### Sexualidade
Com a Igreja Católica permanecendo uma grande influência na cultura latina, o assunto da promiscuidade e da sexualidade é frequentemente considerado um tabu. É ensinado em muitas culturas latinas que a melhor maneira de permanecer puro de pecados e não engravidar é permanecer celibatário e heterossexual. Todos devem ser heterossexuais e as mulheres virgens. Uma mulher deve se comportar como Maria para receber respeito e manter a honra da família.

### Relações com outros grupos minoritários

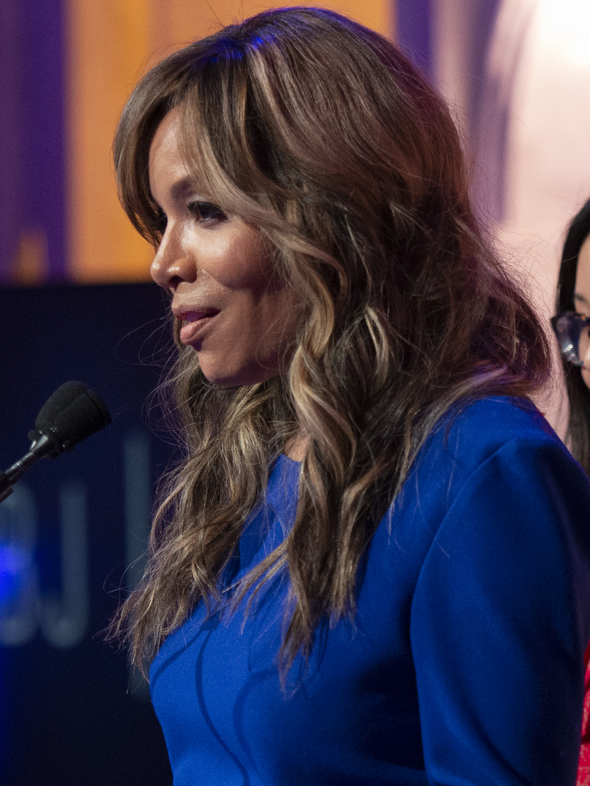
Sunny Hostin Advogada, colunista, jornalista e apresentador de televisão americana. Hostin nasceu de mãe porto-riquenha e afro-americana, seu avô materno era de ascendência judia sefardita

Como resultado do rápido crescimento da população hispânica, tem havido alguma tensão com outras populações minoritárias, especialmente a população afro-americana, pois os hispânicos estão cada vez mais se mudando para áreas antes exclusivamente negras. Também tem havido uma cooperação crescente entre grupos minoritários para trabalharem juntos para obter influência política.
- Um estudo da UCLA de 2007 relatou que 51% dos negros achavam que os hispânicos estavam tirando empregos e poder político deles e 44% dos hispânicos disseram temer os afro-americanos, identificando-os (afro-americanos) com altos índices de criminalidade. Dito isso, a grande maioria dos hispânicos credita aos negros americanos e ao movimento dos direitos civis por tornarem a vida deles mais fácil nos Estados Unidos.[113][114]
- Uma pesquisa do Pew Research Center de 2006 mostrou que os negros achavam que os imigrantes hispânicos trabalhavam duro (78%) e tinham fortes valores familiares (81%); 34% acreditam que os imigrantes pegaram empregos de americanos, 22% dos negros acreditam que perderam o emprego diretamente para um imigrante e 34% dos negros querem que a imigração seja cortada. O relatório também pesquisou três cidades: Chicago (com sua comunidade latina bem estabelecida); Washington, DC (com uma comunidade hispânica menos estabelecida, mas em rápido crescimento); e Raleigh-Durham (com uma comunidade hispânica muito nova, mas em rápido crescimento). Os resultados mostraram que uma proporção significativa de negros nessas cidades queria que a imigração fosse restringida: Chicago (46%), Raleigh-Durham (57%) e Washington, DC (48%).[115]
- De acordo com um resumo de pesquisa da Universidade da Califórnia, Berkeley Law School, um tema recorrente para as tensões negras / hispânicas é o crescimento do "trabalho contingente, flexível ou terceirizado", que está cada vez mais substituindo empregos estáveis de longo prazo por empregos nos níveis mais baixos da escala de pagamento (que havia sido desproporcionalmente preenchida por negros). A transição para este arranjo de emprego corresponde diretamente ao crescimento da população de imigrantes latinos. A percepção é que este novo arranjo de trabalho reduziu os salários, removeu benefícios e tornou temporários, empregos que antes eram estáveis (mas também beneficiando os consumidores que recebem serviços de baixo custo), enquanto repassa os custos do trabalho (saúde e educação indireta) para a comunidade em geral.[116]
- Uma pesquisa Gallup de 2008 indicou que 60% dos hispânicos e 67% dos negros acreditam que existem boas relações entre negros e hispânicos nos Estados Unidos[117] enquanto apenas 29% dos negros, 36% dos hispânicos e 43% dos brancos, dizem relações entre negros e hispânicos são ruins.
- Em 2009, no condado de Los Angeles, latinos cometeram 77% dos crimes de ódio contra vítimas negras e os negros cometeram metade dos crimes de ódio contra latinos.[118]

## Hispanofobia

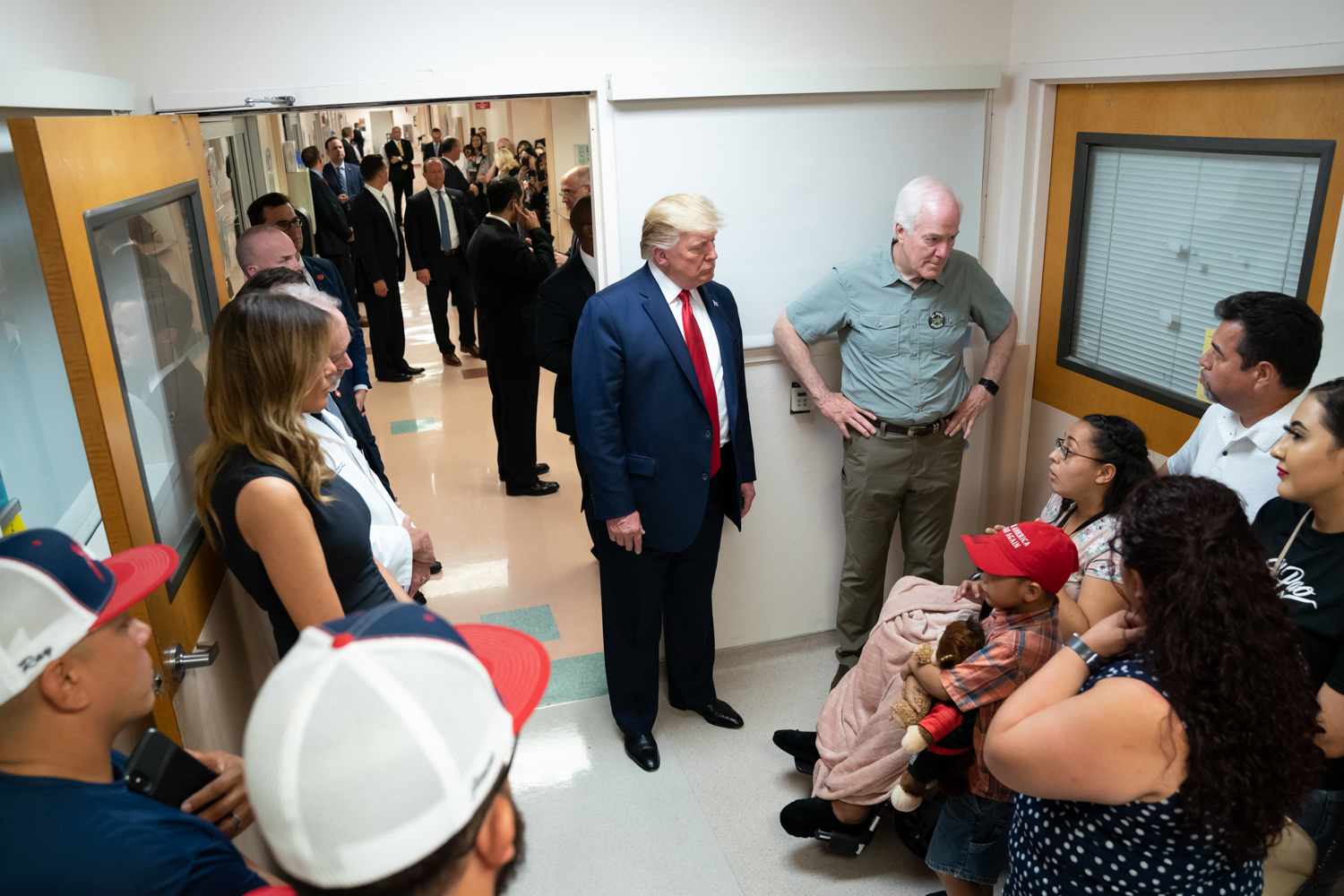
O presidente Trump e o senador John Cornyn em El Paso, Texas, visitam os sobreviventes do tiroteio de El Paso de 2019, que foi um ataque terrorista hispanofóbico

Em países onde a maioria da população é descendente de imigrantes, como os Estados Unidos, a oposição à imigração às vezes assume a forma de nativismo. Ao longo da história dos Estados Unidos, a hispanofobia existiu em vários graus e foi amplamente baseada na etnia, raça, cultura, anticatolicismo, condições econômicas e sociais na América Latina e uso da língua espanhola. Em 2006, a Time Magazine relatou que o número de grupos de ódio nos Estados Unidos aumentou 33% desde 2000, principalmente devido ao sentimento anti-imigrante ilegal e anti-mexicano. De acordo com estatísticas do Federal Bureau of Investigation (FBI), o número de crimes de ódio anti-latinos aumentou 35% desde 2003 (embora de um nível baixo). Na Califórnia, o estado com a maior população latina, o número de crimes de ódio contra latinos quase dobrou.
Em 2009, o FBI relatou que 483 dos 6.604 crimes de ódio registrados nos Estados Unidos eram anti-hispânicos, compreendendo 7,3% de todos os crimes de ódio registrados, a porcentagem mais baixa de todos os crimes de ódio registrados em 2009. Esse percentual é contrastado pelo fato de que 34,6% de todos os crimes de ódio registrados em 2009 eram anti-negros, 17,9% deles eram anti-homossexuais, 14,1% deles eram anti-judeus e 8,3% deles eram anti-branco.